# Cercle des étudiants libres
Le cercle des étudiants libres, (en allemand: Ring Freiheitlicher Studenten) est un syndicat étudiant lié au Parti de la liberté, représenté aux conseils nationaux, il possède un des 55 sièges au sein de l'association des étudiants autrichiens.

## Histoire
Le RFS est fondé en mai 1952, son premier président est Norbert Burger. De sa première apparition aux élections étudiantes, jusqu'aux élections de 1974 l'organisation est restée le deuxième plus gros groupe parlementaire aux conseils centraux. Le déclin qui a suivi est expliqué par la démocratisation des universités autrichiennes et donc l'arrivée de nouveaux étudiants.

## Résultats électoraux
| Année | voix  | %     | Siège | Variation | rang | Commentaire                                                                                |
| ----- | ----- | ----- | ----- | --------- | ---- | ------------------------------------------------------------------------------------------ |
| 2011  | 2 007 | 2,9%  | 1     |           |      |                                                                                            |
| 2013  |       | 2,2%  | 2     | 1         |      |                                                                                            |
| 2015  | 1 963 | 2,46% | 1     | 1         | 8e   | Les élections de 2015 sont les premières à avoir lieu avec de nouvelles règles électorales |
| 2017  | 2 362 | 3,05% | 1     |           | 7    |                                                                                            |
| 2019  | 1 698 | 1,99% | 1     |           | 8e   |                                                                                            |
| 2021  | 1 411 | 2,65% | 1     |           | 8e   |                                                                                            |
| 2023  | 2 015 | 2,84% | 1     |           | 9    |                                                                                            |
| 2025  | 2 353 | 2,95% | 1     |           | 8e   |                                                                                            |

## Anciens membres
- Jörg Haider, Politicians (FPÖ / BZÖ)
- Walter Rosenkranz, Member of the National Council (FPÖ)
- Friedhelm Frischenschlager, Ministre de la défense a. D. (FPÖ / LIF)
- Harald Stefan, Member of the National Council (FPÖ)
- Martin Graf, Politicians (FPÖ)
- Heide Schmidt, Politician (FPÖ / LIF)
- Herbert Haupt, retired Vice Chancellor (FPÖ / BZÖ)
- Norbert Steger, retired Vice Chancellor (FPÖ)
- Helmut Krünes, Defense Minister a. D. (FPÖ)
- Holger Bauer, State Secretary a. D. (FPÖ)
- Dieter Böhmdorfer, Minister of Justice a. D. (FPÖ)
- Susanne Riess, Vice Chancellor a. D. (FPÖ)
- Johann Herzog, 2nd. President of Vienna (FPÖ)
- Philipp Schrangl, Member of the National Council (FPÖ)